# Jánoshida
Jánoshida là một thị trấn thuộc hạt Jász-Nagykun-Szolnok, Hungary. Thị trấn này có diện tích 34,79 km², dân số năm 2010 là 2533 người, mật độ 73 người/km².